# Antonio Pennacchi
Antonio Pennacchi (Latina, 26 gennaio 1950 – Latina, 3 agosto 2021) è stato uno scrittore italiano.

## Biografia
Pennacchi è nato a Latina nel 1950, discendente di operai provenienti dall'Umbria da parte paterna e di coloni provenienti dal Veneto da parte materna , giunti nel Lazio in occasione della bonifica dell'Agro Pontino. È uno di sette figli, tra cui il giornalista Gianni Pennacchi e l'economista e politica Laura Pennacchi. Si dedica sin da giovanissimo alla politica, ma, a differenza dei fratelli, che aderiscono tutti alle organizzazioni di sinistra, si iscrive al Movimento Sociale Italiano; ben presto entra però in contrasto con i vertici del partito e viene espulso. Dopo una lunga riflessione si avvicina al marxismo, aderisce ai maoisti dell'Unione dei Comunisti Italiani (marxisti-leninisti), partecipando così alla contestazione giovanile del Sessantotto.
Nel frattempo inizia a lavorare come operaio alla Fulgorcavi (poi Alcatel Cavi) di Latina, dove rimarrà per oltre trent'anni. Alla fine degli anni settanta entra nel Partito Socialista Italiano, quindi nella CGIL, dalla quale viene poi espulso. Entra allora nella UIL, passa al Partito Comunista Italiano e di nuovo alla CGIL, da cui è nuovamente espulso nel 1983. Lascia quindi la politica e consegue la laurea in lettere all'Università degli Studi di Roma "La Sapienza", approfittando di un periodo di cassa integrazione, iniziando così l'attività di scrittore.
Il suo romanzo di esordio, Mammut, riceve 55 rifiuti da 33 editori (a qualcuno lo spediva più di una volta dopo averne cambiato il titolo), prima di essere pubblicato da Donzelli nel 1994: il libro vince il Premio del Giovedì. Nel 1995 arriva Palude, vincitore del Premio nazionale letterario Pisa, dedicato alla sua città, e nel 1998 Una nuvola rossa, in cui narra una vicenda ispirata al delitto dei fidanzatini di Cori, avvenuto l'anno prima nell'omonima cittadina laziale e che aveva avuto grande risalto sulla cronaca nazionale.
Nel 2001 lascia l'editore Donzelli e passa alla Mondadori, con la quale pubblica nel 2003 l'autobiografico Il fasciocomunista, vincitore del Premio Napoli. Dal romanzo è stato poi tratto il film Mio fratello è figlio unico, per la regia di Daniele Luchetti, con Riccardo Scamarcio ed Elio Germano: la pellicola ha avuto un successo sorprendente al botteghino e ha vinto un premio speciale al Festival di Cannes, ma lo scrittore ha fortemente polemizzato con il regista perché nella seconda parte del film la trama del libro è stata stravolta. Dello stesso anno è la raccolta di saggi Viaggio per le città del Duce (Asefi). Del 2005, invece, i saggi de L'autobus di Stalin (Vallecchi).

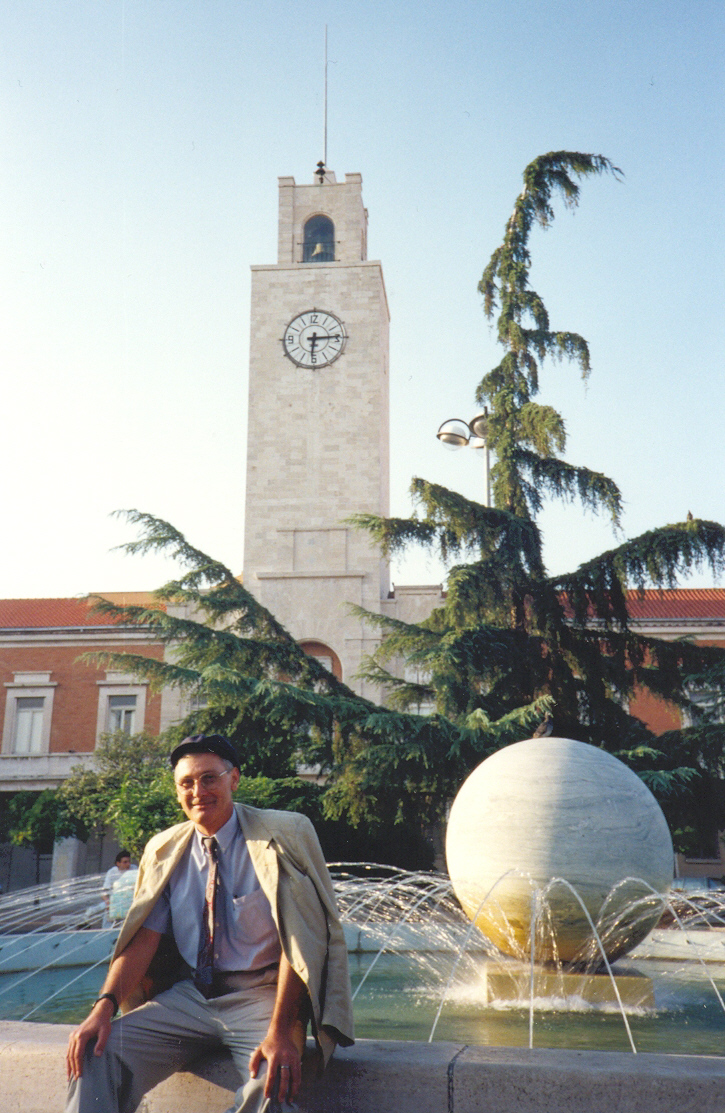
Pennacchi in Piazza del Popolo, a Latina

Nel giugno del 2006 esce la raccolta di racconti Shaw 150. Storie di fabbrica e dintorni. Risale a questo periodo la sua collaborazione alla rivista Limes; alcuni suoi scritti sono apparsi anche su Nuovi Argomenti, MicroMega e Nouvelle Revue Française; frequenta inoltre l'Anonima Scrittori. A partire dal 2007, l'autore è impegnato in un progetto, insieme all'Anonima Scrittori, che prevede la scrittura del romanzo Cronache da un pianeta abbandonato, attraverso la partecipazione e la collaborazione di autori sconosciuti. Sempre nel 2007 si iscrive al Partito Democratico. Nel 2008 è uscito il saggio Fascio e martello, in cui descrive le città di fondazione del fascismo in tutta l'Italia e scrive il soggetto del cortometraggio Occhi verdi per il regista Clemente Pernarella.
Il 2 marzo 2010 è uscito Canale Mussolini, romanzo sulla bonifica dell'Agro Pontino: questo libro, definito dall'autore come "l'opera per la quale sono venuto al mondo", ha vinto il 2 luglio la 64ª edizione del Premio Strega, il Premio Acqui Storia come "romanzo storico dell'anno", il Premio "Libro dell'anno" del TG1 ed è stato finalista al Premio Campiello. Il romanzo conquista gran parte della critica e sale in testa alle classifiche di vendita. Il 14 novembre dello stesso anno l'opera ha ricevuto anche ad Asti il Premio "Asti d'Appello".
In occasione delle elezioni comunali del 2011 a Latina si schiera a supporto della lista locale di Futuro e Libertà per l'Italia, ponendo come condizione il sostegno di quest'ultima al candidato del centro-sinistra per superare la dicotomia tra destra e sinistra in funzione antiberlusconiana. Il progetto, presentato come un "laboratorio politico-artistico rivoluzionario", ottiene una notevole risonanza mediatica, ma provoca anche polemiche a livello nazionale e viene bloccato dal partito di Gianfranco Fini. La lista si presenta comunque con il nome "Pennacchi per Latina - Futuro e Libertà" correndo da sola e sostenendo un proprio candidato sindaco. Malgrado l'attenzione dei media nazionali e la presenza di numerosi candidati noti, la lista raccoglie meno dell'1% dei voti, un risultato considerato decisamente inferiore alle attese.
Nel 2012 si lancia in un nuovo progetto: Pianura Blu per il recupero dei canali di bonifica dell'Agro Pontino e per la creazione di una rete ciclonavigabile, con il sostegno dell'Università "La Sapienza" di Roma e di diverse amministrazioni locali. Sempre nello stesso anno partecipa attivamente alla tournée in Germania, per promuovere l'edizione tedesca di Canale Mussolini. Il 20 novembre esce il suo primo romanzo di ambientazione fantastica, Storia di Karel, storia di fantascienza edita da Bompiani: in questo romanzo Pennacchi abbandona la sua Latina e l'Agro pontino come luogo d'ambientazione per stabilire il suo racconto in una lontana galassia dell'universo dove i coloni, spinti da audaci personaggi, si ribellano al loro misero destino.
Nel 2015 esce Canale Mussolini, parte seconda, pubblicato sempre da Mondadori. Nel 2018 pubblica, con la stessa casa editrice, il libro Il delitto di Agora - una nuvola rossa, in cui modifica e corregge alcune parti del suo romanzo del 1998 Una nuvola rossa, sempre ispirato al delitto di Cori.
Muore improvvisamente il 3 agosto 2021 a 71 anni, stroncato da un infarto mentre sta parlando al telefono con la moglie nella sua abitazione di Latina. Non sentendolo più rispondere, la moglie ha avvisato i soccorsi che, una volta sul posto, hanno constatato il decesso dell'autore. La camera ardente è stata allestita il 4 agosto all'interno del Museo civico Duilio Cambellotti. I funerali si sono svolti il 5 agosto nella Cattedrale di San Marco, a Latina. Quel giorno il sindaco di Latina, Damiano Coletta, ha proclamato il lutto cittadino. La salma è stata cremata.
Antonio Pennacchi era un grande tifoso della Roma.

## Opere

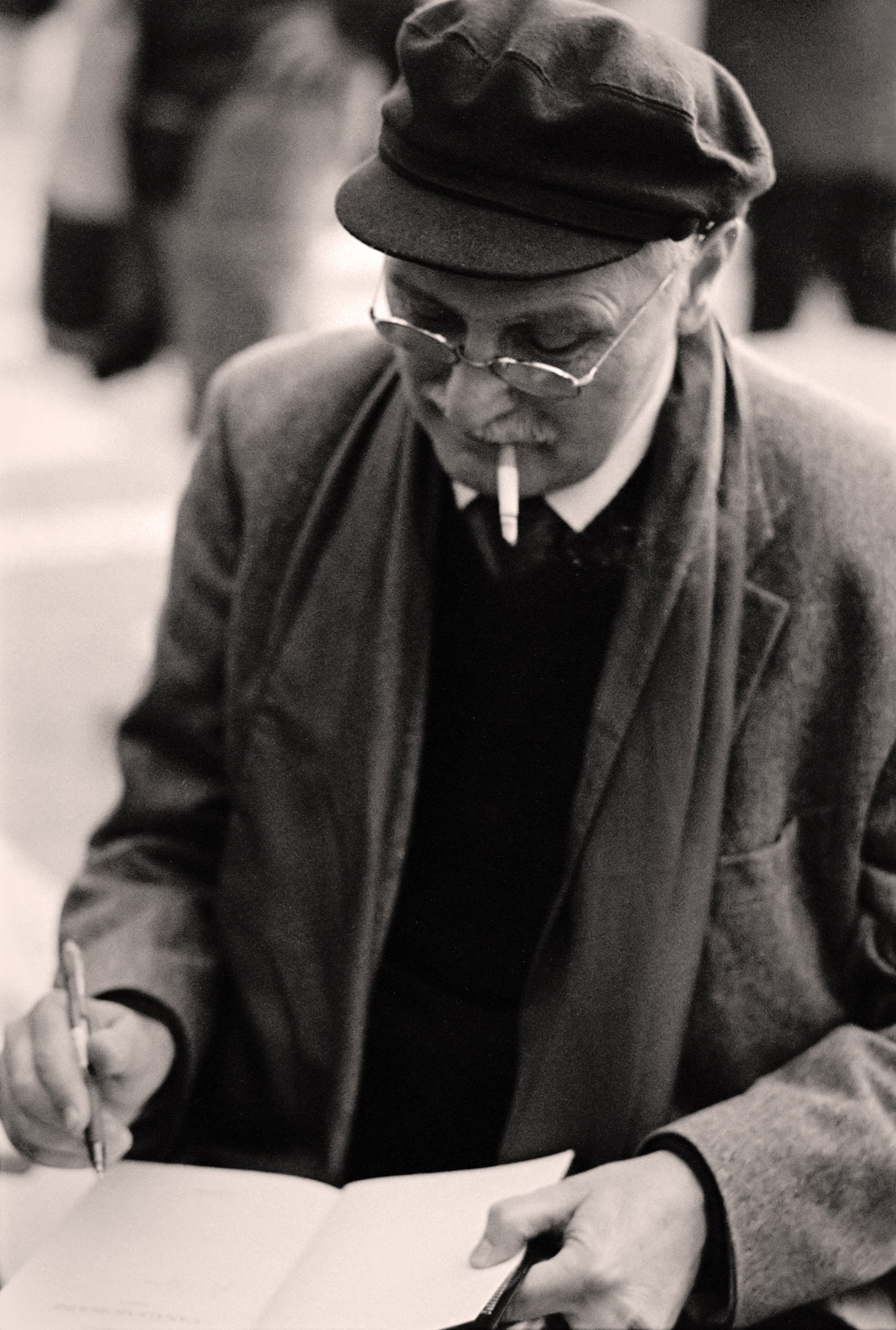
Antonio Pennacchi, 2010

### Romanzi e racconti
- Mammut, Roma, Donzelli, 1994, ISBN 88-7989-086-7; ed. riveduta, Milano, Mondadori, 2011.
- Palude. Storia d'amore, di spettri e di trapianti, Roma, Donzelli, 1995, ISBN 88-7989-194-4; 2000, ISBN 88-7989-572-9; Milano, Dalai, 2011.
- Una nuvola rossa, Roma, Donzelli, 1998, ISBN 88-7989-381-5.
- Shaw 150. Storie di fabbrica e dintorni, Collana Oscar contemporanea, Milano, Mondadori, 2006, ISBN 88-04-55812-1.
- Le iene del Circeo. Vita, morte e miracoli di un uomo di Neandertal, Roma-Bari, Laterza, 2010, ISBN 978-88-420-9284-1.
- Storia di Karel, Collana Narratori italiani, Milano, Bompiani, 2013, ISBN 978-88-4527-549-4.
- Camerata Neandertal. Libri, fantasmi e funerali vari, Milano, Baldini&Castoldi, 2014, ISBN 978-88-685-2727-3.
- Il delitto di Agora. Una nuvola rossa, Collana Scrittori italiani e stranieri, Milano, Mondadori, 2018, ISBN 978-88-04-71066-0.

### Saga familiare dei Peruzzi-Benassi
- Il fasciocomunista. Vita scriteriata di Accio Benassi. Romanzo, Milano, Mondadori, 2003, ISBN 88-04-48822-0.
- Canale Mussolini, Collana Scrittori italiani e stranieri, Milano, Mondadori, 2010, ISBN 978-88-04-54675-7.
- Canale Mussolini. Parte seconda, Collana Scrittori italiani e stranieri, Milano, Mondadori, 2015. ISBN 978-88-0465-788-0.
- La strada del mare, Collana scrittori italiani e stranieri, Milano, Mondadori, 2020, ISBN 978-88-04-67893-9.

### Saggistica
- I borghi dell'Agropontino, a cura di e con Massimiliano Vittori, Latina, Novecento, 2001.
- Guidonia, Pomezia. Città di fondazione, a cura di, Latina, Novecento, 2003.
- Viaggio per le città del duce. I saggi di LiMes ed altri scritti, Milano, Terziaria, 2003, ISBN 88-88825-05-3.
- L'autobus di Stalin e altri scritti, Firenze, Vallecchi, 2005, ISBN 88-8427-116-9.
- Fascio e martello. Viaggio per le città del duce, Collana I Robinson, Roma-Bari, Laterza, 2008, ISBN 978-88-420-8720-5

### Altro
- Elogio del minimo, con Edoardo Albinati e Antonio Pascale, Napoli, Libreria Dante & Descartes, 2003.
- Il telefonino, in Anonima Scrittori, Il bit dell'avvenire. Racconti di Baroni, Pascale, Pavolini, Pennacchi e altri, Latina, Tunué, 2009, ISBN 978-88-89613-77-1.
- Canale Mussolini, adattamento in graphic novel, Latina, Tunué, 2013, ISBN 978-88-6790-133-3.

## Riconoscimenti
- Premio del Giovedì Marisa Rusconi, per Mammut (1995)
- Premio nazionale letterario Pisa, per Palude (1996)[15]
- Premio Napoli, per Il fasciocomunista (2003)[16]
- Premio Strega, per Canale Mussolini (2010)[17]
- Premio Acqui Storia, per Canale Mussolini (2010)
- Premio "Libro dell'anno del Tg1", per Canale Mussolini (2010)
- Premio "Asti d'Appello", per Canale Mussolini (2010)